# Vallvidrera, el Tibidabo i les Planes
Vallvidrera, el Tibidabo i les Planes é um bairro do distrito barcelonês de Sarrià-Sant Gervasi. Este bairro agrupa as áreas de Vallvidrera, o Tibidabo e les Planes. É um dos bairros com mais extensão de Barcelona, situado na serra de Collserola.